# アレックス・プレスリー
アレクサンダー・クロフォード・プレスリー（Alexander "Alex" Crawford Presley, 1985年7月25日 - ）は、 アメリカ合衆国ルイジアナ州ワシタ郡モンロー出身の元プロ野球選手（外野手）。左投左打。
愛称はプレス。

## 経歴

### プロ入りとパイレーツ時代
2006年のMLBドラフト8巡目（全体230位）でピッツバーグ・パイレーツから指名され、6月18日に契約。契約後、傘下のA-級ウィリアムズポート・クロスカッターズでプロデビュー。61試合に出場して打率.260・3本塁打・23打点・3盗塁の成績を残した。
2007年はA級ヒッコリー・クロウダッズでプレーし、121試合に出場して打率.293・11本塁打・63打点・18盗塁の成績を残した。
2008年はA+級リンチバーグ・ヒルキャッツでプレーし、82試合に出場して打率.258・6本塁打・35打点・13盗塁の成績を残した。
2009年もA+級リンチバーグでプレーし、115試合に出場して打率.257・4本塁打・37打点・9盗塁の成績を残した。
2010年はAA級アルトゥーナ・カーブで開幕を迎え、6月にAAA級インディアナポリス・インディアンスへ昇格。AAA級インディアナポリスでは69試合に出場して打率.294・6本塁打・38打点・8盗塁の成績を残した。9月6日にメジャー初昇格を果たし、9月8日のアトランタ・ブレーブス戦でメジャーデビュー。途中出場し、2打数1安打だった。この年は19試合に出場した。
2011年3月3日にパイレーツと1年契約に合意したが、3月14日にAAA級インディアナポリスへ降格。6月27日にメジャー昇格したが、7月22日のセントルイス・カージナルス戦で左手親指を負傷し、7月25日に故障者リスト入りした。8月25日に復帰。この年は52試合に出場して打率.298・4本塁打・20打点・9盗塁の成績を残した。
2012年3月3日にパイレーツと1年契約に合意。開幕ロースター入りしたが、5月16日にAAA級インディアナポリスへ降格した。6月5日に再昇格したが、7月3日のヒューストン・アストロズ戦でダイビングキャッチの際に頭を強く打ち、脳震盪のため5回途中で交代。7月5日に7日間の故障者リスト入りし、7月16日に復帰。8月8日にAAA級インディアナポリスへ降格し、8月31日に再昇格。9月15日には足指を負傷し、4試合を欠場したが、9月19日に復帰した。この年は104試合に出場して打率.279・10本塁打・25打点・9盗塁の成績を残した。
2013年3月1日にパイレーツと1年契約に合意。3月27日にAAA級インディアナポリスへ降格し、4月15日にメジャー昇格。その後はメジャーとAAA級インディアナポリスを行き来し、メジャーでは29試合に出場して打率.264・2本塁打・4打点の成績を残した。8月13日に再びAAA級インディアナポリスへ降格した。

### ツインズ時代
2013年8月31日にジャスティン・モルノーとのトレードで、ミネソタ・ツインズへ移籍。28試合に出場して打率.283・1本塁打・11打点・1盗塁の成績を残した。
2014年2月28日にツインズと1年契約に合意した。

### アストロズ時代
2014年3月27日にウェイバー公示を経てアストロズへ移籍した。この年は89試合に出場して打率.244・6本塁打・19打点・5盗塁の成績を残した。
2015年4月1日にDFAとなり、8日に傘下のAAA級フレズノ・グリズリーズに異動した。7月2日にメジャー契約を結んだが、18日に再びDFAとなった。7月24日に40人枠を外れる形でAAA級フレズノへ配属された。10月5日にFAとなった。

### ブルワーズ時代
2015年12月14日にミルウォーキー・ブルワーズとマイナー契約を結んだ。
2016年の開幕は傘下のAAA級コロラドスプリングス・スカイソックスで迎えたが、4月21日にメジャー契約を結んで25人枠入りした。6月28日にDFAとなり、7月1日に自由契約となった。

### タイガース時代
2016年7月8日にデトロイト・タイガースとマイナー契約を結んだ。8月18日にメジャー契約を結んでアクティブ・ロースター入りした。8月27日にDFA、29日に40人枠を外れる形で傘下のAAA級トレド・マッドヘンズへ配属されたが、10月3日にFAとなった。
2017年1月10日、タイガースとマイナー契約を結び、同年のスプリングトレーニングに招待選手として参加することになった。開幕はAAA級トレドで迎え、5月28日にメジャー契約を結んでアクティブ・ロースター入りした。この年メジャーでは71試合に出場して打率.314、3本塁打、20打点、5盗塁の成績を残した。オフの11月2日に40人枠を外れる形でAAA級トレドへ配属された後、6日にFAとなった。

### オリオールズ傘下時代
2018年2月19日にボルチモア・オリオールズとマイナー契約を結び、スプリングトレーニングに招待選手として参加することになった。メジャー昇格の機会はなく、5月18日に自由契約となった。

### ホワイトソックス傘下時代
2018年5月18日にシカゴ・ホワイトソックスとマイナー契約を結んだ。ここでもメジャー昇格の機会はなく、6月29日に自由契約となった。この年限りで現役を引退した。

## 詳細情報

### 年度別打撃成績
| 年 度    | 球 団    | 試 合 | 打 席 | 打 数 | 得 点 | 安 打 | 二 塁 打 | 三 塁 打 | 本 塁 打 | 塁 打 | 打 点 | 盗 塁 | 盗 塁 死 | 犠 打 | 犠 飛 | 四 球 | 敬 遠 | 死 球 | 三 振 | 併 殺 打 | 打 率 | 出 塁 率 | 長 打 率 | O P S |
| -------- | -------- | ----- | ----- | ----- | ----- | ----- | -------- | -------- | -------- | ----- | ----- | ----- | -------- | ----- | ----- | ----- | ----- | ----- | ----- | -------- | ----- | -------- | -------- | ----- |
| 2010     | PIT      | 19    | 25    | 23    | 2     | 6     | 1        | 0        | 0        | 7     | 0     | 1     | 1        | 1     | 0     | 1     | 0     | 0     | 8     | 0        | .261  | .292     | .304     | .596  |
| 2011     | PIT      | 52    | 231   | 215   | 27    | 64    | 12       | 6        | 4        | 100   | 20    | 9     | 3        | 1     | 1     | 13    | 1     | 1     | 40    | 1        | .298  | .339     | .465     | .804  |
| 2012     | PIT      | 104   | 370   | 346   | 46    | 82    | 14       | 7        | 10       | 140   | 25    | 9     | 7        | 4     | 0     | 18    | 0     | 2     | 72    | 5        | .237  | .279     | .405     | .683  |
| 2013     | PIT      | 29    | 73    | 72    | 8     | 19    | 1        | 1        | 2        | 28    | 4     | 0     | 1        | 0     | 0     | 1     | 0     | 0     | 18    | 1        | .264  | .274     | .389     | .663  |
| 2013     | MIN      | 28    | 122   | 113   | 9     | 32    | 4        | 1        | 1        | 41    | 11    | 1     | 3        | 0     | 0     | 8     | 0     | 1     | 21    | 2        | .283  | .336     | .363     | .699  |
| '13計    | MIN      | 57    | 195   | 185   | 17    | 51    | 5        | 1        | 3        | 69    | 15    | 1     | 4        | 0     | 0     | 9     | 0     | 1     | 39    | 3        | .276  | .313     | .373     | .686  |
| 2014     | HOU      | 89    | 271   | 254   | 22    | 62    | 6        | 1        | 6        | 88    | 19    | 5     | 1        | 1     | 2     | 13    | 0     | 1     | 44    | 3        | .244  | .281     | .346     | .628  |
| 2015     | HOU      | 8     | 13    | 12    | 1     | 3     | 0        | 0        | 0        | 3     | 1     | 0     | 0        | 0     | 0     | 1     | 0     | 0     | 5     | 0        | .250  | .308     | .250     | .558  |
| 2016     | MIL      | 47    | 129   | 116   | 12    | 23    | 2        | 0        | 3        | 34    | 11    | 0     | 2        | 0     | 1     | 11    | 1     | 1     | 25    | 2        | .198  | .271     | .293     | .564  |
| 2016     | DET      | 3     | 5     | 5     | 0     | 1     | 0        | 0        | 0        | 1     | 0     | 0     | 0        | 0     | 0     | 0     | 0     | 0     | 0     | 0        | .200  | .200     | .200     | .400  |
| '16計    | DET      | 50    | 134   | 121   | 12    | 24    | 2        | 0        | 3        | 35    | 11    | 0     | 2        | 0     | 1     | 11    | 1     | 1     | 25    | 2        | .198  | .269     | .289     | .558  |
| 2017     | DET      | 71    | 264   | 245   | 30    | 77    | 10       | 3        | 3        | 102   | 20    | 5     | 0        | 3     | 0     | 15    | 0     | 0     | 49    | 5        | .314  | .354     | .416     | .770  |
| MLB：8年 | MLB：8年 | 450   | 1503  | 1401  | 157   | 369   | 50       | 19       | 29       | 544   | 111   | 30    | 18       | 10    | 4     | 81    | 2     | 6     | 282   | 19       | .263  | .306     | .388     | .694  |

### 背番号
- 75（2010年）
- 44（2011年）
- 7（2012年 - 2013年途中）
- 1（2013年途中 - 同年終了）
- 8（2014年）
- 3（2015年）
- 15（2016年 - 同年途中）
- 14（2016年途中 - 2017年）